# Alsómérk
Alsómérk (szlovákul: Nižné Mirkovce) Mérk község része Szlovákiában, az Eperjesi kerület Eperjesi járásában.

## Fekvése
Eperjestől 17 km-re délkeletre fekszik.

## Története
1764-ben Mérk határában új falut alapítottak, melyet „Felső Merk” néven említenek. Ettől kezdve a régi Mérk az Alsómérk nevet viselte. A két Mérknek 1787-ben 44 háza és 331 lakosa volt.
A 18. század végén Vályi András így ír róla: „MERK. Alsó, és Felső Merk, Mitkovcs. Két tót falu Sáros Várm. földes Ura a’ Tudományi Kintstár, lakosai több félék, fekszik Boroszlóhoz nem meszsze, és annak filiája, földgye termékeny, réttye sarjút is hoz, legelője szoross.”
1828-ban a két falu 56 házában 435 lakos élt. Lakói mezőgazdasággal és erdei munkákkal foglalkoztak.
Fényes Elek 1851-ben kiadott geográfiai szótárában így ír a faluról: „Alsó- és Felső-Mérk, két összeolvadt tót falu, Sáros vmegyében, 110 romai, 59 gör. kath., 112 evang., 12 zsidó lak. Felső-Mérket birja Piller, Alsó-Mérket 14 jobbágy telekkel az alapitványi kincstár; tulajdon erdeje nincs. Ut. p. Böki.”
1910-ben 202, túlnyomórészt szlovák lakosa volt. 1920 előtt Sáros vármegye Lemesi járásához tartozott.

## Lásd még
- Mérk
- Felsőmérk